# Perry megye (Tennessee)
Perry megye az Amerikai Egyesült Államokban, azon belül Tennessee államban található. Megyeszékhelye Linden, legnagyobb városa Linden. Lakosainak száma 8366 fő (2020. április 1.). Perry megye Humphreys, Wayne, Hickman, Decatur és Benton megyékkel határos.

## Népesség
A megye népességének változása:
| Lakosok száma | 7921 | 7828 | 7838 | 7869 | 7929 | 8366 |
|               | 2010 | 2011 | 2012 | 2013 | 2015 | 2020 |